# トリニティ教会 (ニューヨーク市)
トリニティ教会（トリニティきょうかい、英: Trinity Church、またはTrinity Wall Street（トリニティ・ウォール街教会、ウォール街聖三一教会）とも呼ばれる）は、ニューヨーク市マンハッタン区ブロードウェイ79番地にある、ニューヨーク市聖公会教区における歴史ある全日礼拝の可能な教区教会である。マンハッタン中心街のブロードウェイとウォール街の交差点に位置する。「トリニティ」とは、三位一体の神を指す。

## 歴史と建築
1696年、ニューヨーク植民地のベンジャミン・フレッチャー総督は、イングランド国教会の地域社会が新しい教会をたてるための土地をローワー・マンハッタンに購入することを承認した。この教区は1697年5月6日にイングランド王ウィリアム3世からその認証を得ていた。この土地特許は土地賃借料として年あたり小麦60ブッシェル（2,200 リットル）を定めていた。
建築史学者は、リチャード・アップジョンによって設計され1846年に建てられた現在のトリニティ教会の建物をゴシック復古調建築の古典的例だと考えている。1976年、その建築的意義とニューヨーク市の歴史における位置付けによって、アメリカ合衆国内務省はトリニティ教会を国指定歴史建造物に指定した。
聖公会ニューヨーク司祭が1846年5月1日の昇天日にトリニティ教会を献堂したとき、その光り輝く十字架を載いた空を衝くゴシック様式の尖塔は、ローワー・マンハッタンのスカイラインの支配的存在になった。トリニティ教会はニューヨーク港に入ってくる船舶を迎える目印になった。
1976年7月9日、イギリス女王エリザベス2世がトリニティ教会を訪問した。教区委員達は女王に「滞納家賃」としてコショウ279粒を渡した。これは1697年にイングランド王ウィリアム3世が教区に教会賃借料として年あたりコショウ1粒を定めたからである。1993年以降、経済財務高校の卒業式を行うようになった。この高校は教会から数ブロック離れたトリニティ・プレースにある。
2001年9月11日、同時多発テロ事件で世界貿易センターの第1タワーが崩れたとき、多くの人々が大量の瓦礫や塵埃から逃れて教会の中に避難した。タワーから落ちた瓦礫は、トリニティ教会教区の一部であり同教会から数ブロック北にあるセントポール教会墓地に1世紀近く経っていた巨大なプラタナスの樹を押し倒した。彫刻家のスティーブ・トービンはその根を使ってトリニティ教会に隣接して建てた銅像の台座にした。

### 初代トリニティ教会

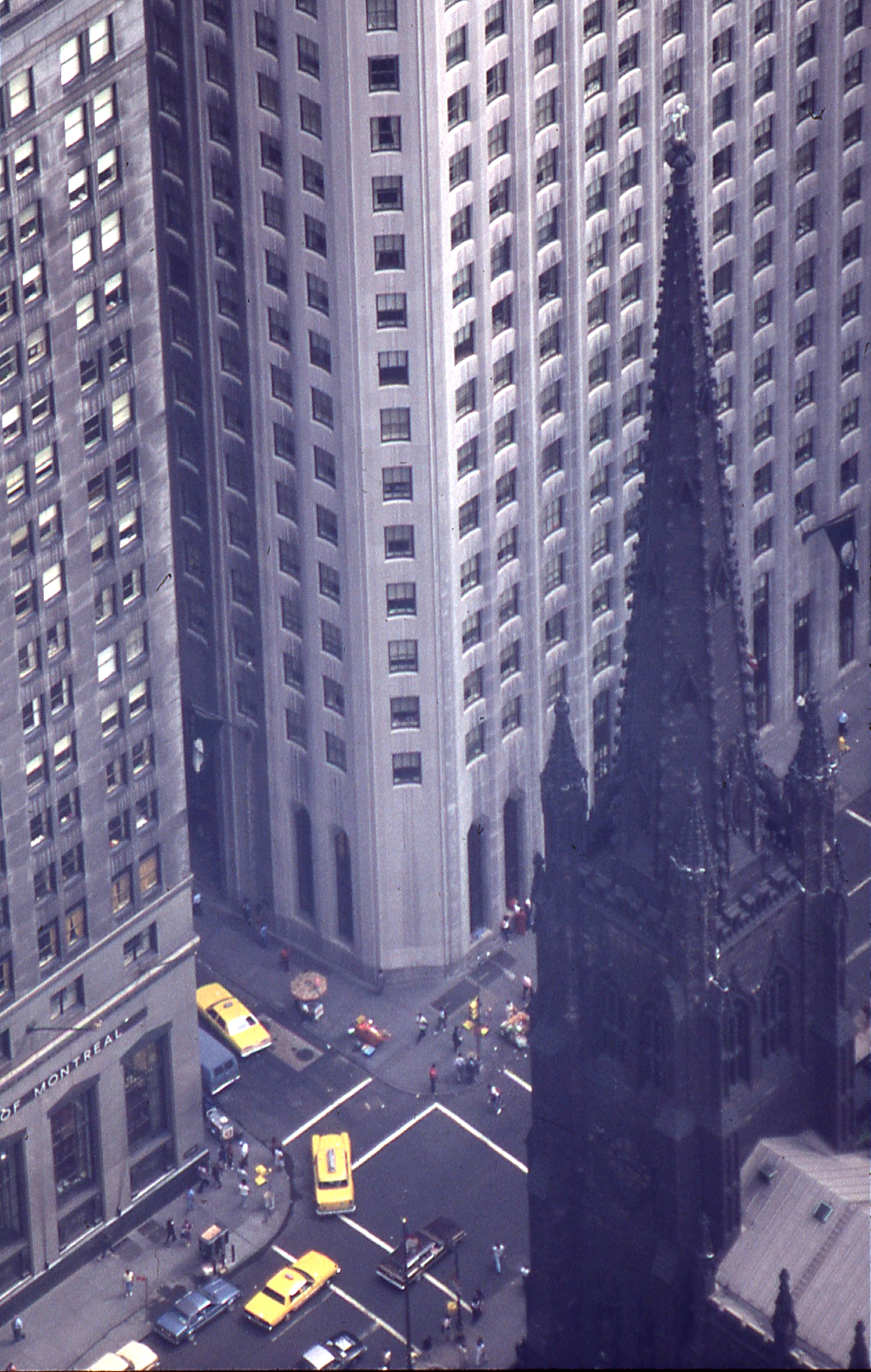
元ワールドトレードセンターから見たトリニティ教会

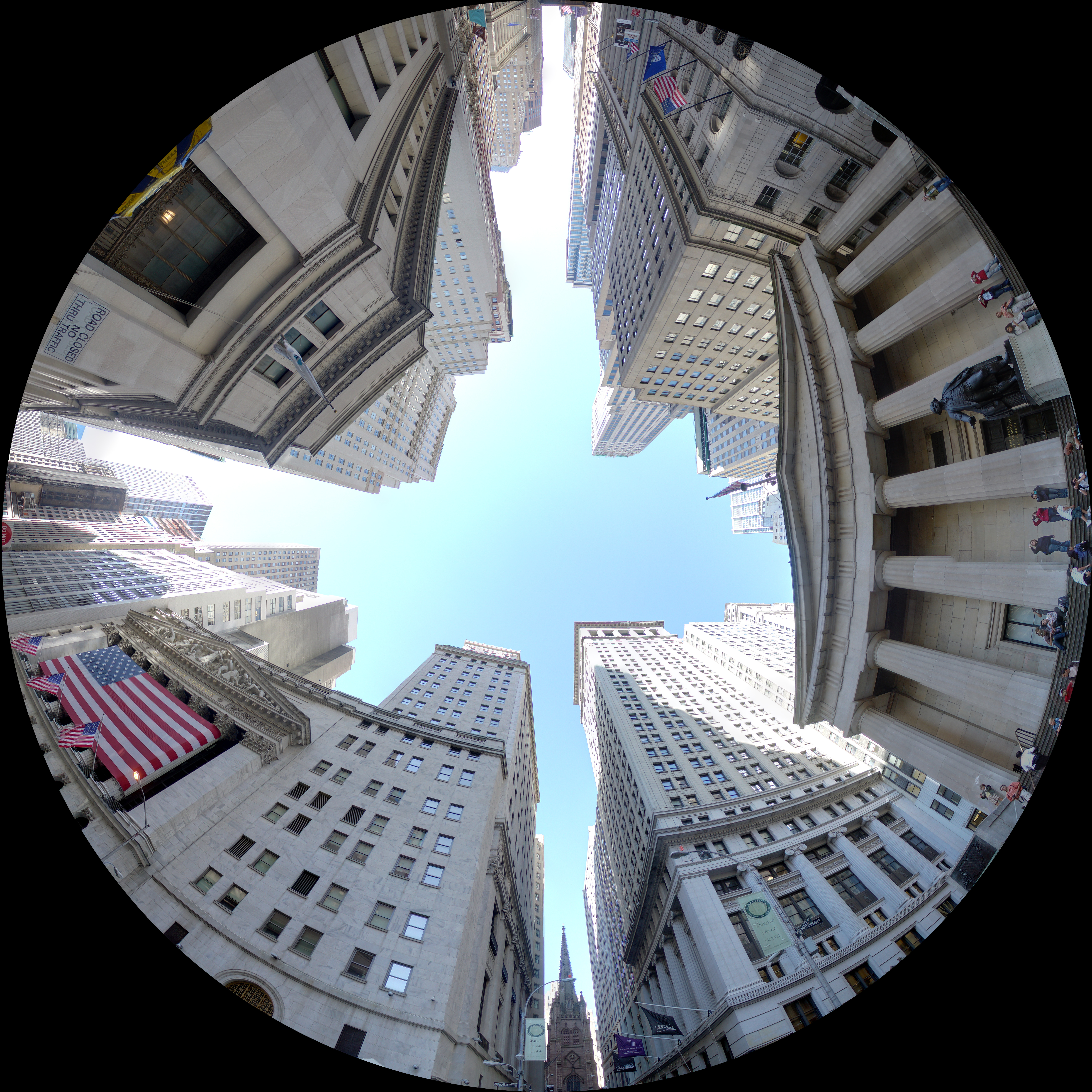
ウォール街とブロードウェーの交差点の眺め、トリニティ教会は下中央の奥

初代トリニティ教会の建物は腰折れ屋根と小さなポーチのある質素な矩形の構造であり、1698年に建設された。歴史史料に拠れば、悪名高い私掠船のウィリアム・キッド船長がその船から石をつり上げるためのランナーと滑車を貸した。
イングランド女王アンが1705年に教区の保有土地の広さを215エーカー (860,000 m2) に拡げた。その後の1709年、ウィリアム・ハドルストンが教会の慈善学校としてトリニティ・スクールを設立し、当初の授業は教会の尖塔内部で行われた。1754年、キングス・カレッジ（現在のコロンビア大学）がイギリス王ジョージ2世に認証され、教会近くの校舎に8人の学生を集めて講義が始められた。
アメリカ独立戦争の間、ジョージ・ワシントン将軍と大陸軍がロングアイランドの戦いとそれに続く戦闘で敗れた直ぐ後にニューヨーク市から撤退し、ニューヨーク市は北アメリカにおけるイギリスの軍事と政治の基地になった。イギリスの占領下で、牧師はロイヤリストであることが求められ、教区民の中には革命ニューヨーク植民地会議、さらには第一次と第二次の大陸会議の代議員も入っていた。

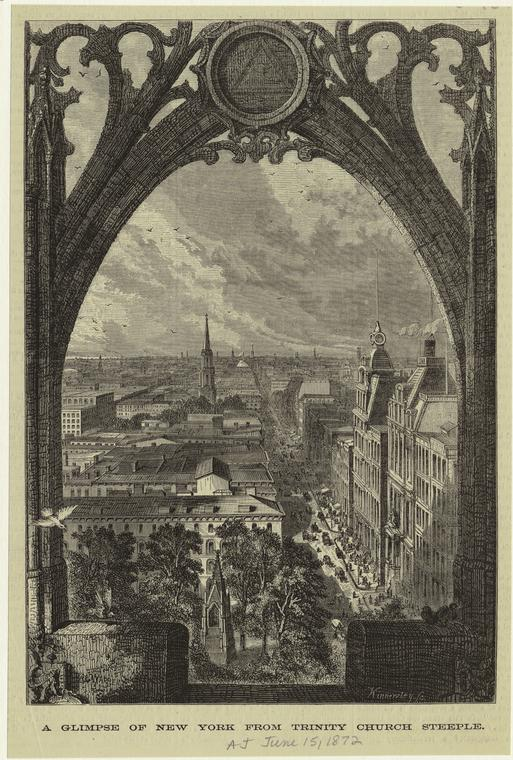
教会尖塔からの眺め、1872年

トリニティ教会は1776年ニューヨーク市大火で焼け落ちた。ファイティングコックス・タバーンから出火した火災は500軒近い建物や家屋を焼き、数千のニューヨーク市民が家を失った。その6日後、市内の消防団志願者の大半が、北にいたワシントン将軍のもとに走った。
1784年にサミュエル・プロボスト牧師がトリニティ教会の教区牧師（在職1784年 - 1800年）に指名され、ニューヨーク邦議会はトリニティ教会の認可を批准して、イギリス国王への忠誠を主張する規定を廃した。1787年プロボストが新しく定められたニューヨーク教区の初代司祭として任ぜられた。1789年にフェデラル・ホールであったプロボストの就任式後、トリニティ教会教区の礼拝堂であるセントポール礼拝堂でプロボスト司祭が宰領した感謝祭の催しにワシントン将軍が出席した。ワシントンは2代目のトリニティ教会が完成する1790年まで、そこでの礼拝への出席を続けた。セントポール礼拝堂は現在、トリニティ教会教区の一部であり、ニューヨーク市で使われ続けている建物としては最古の公共建築物である。

### 第二代トリニティ教会

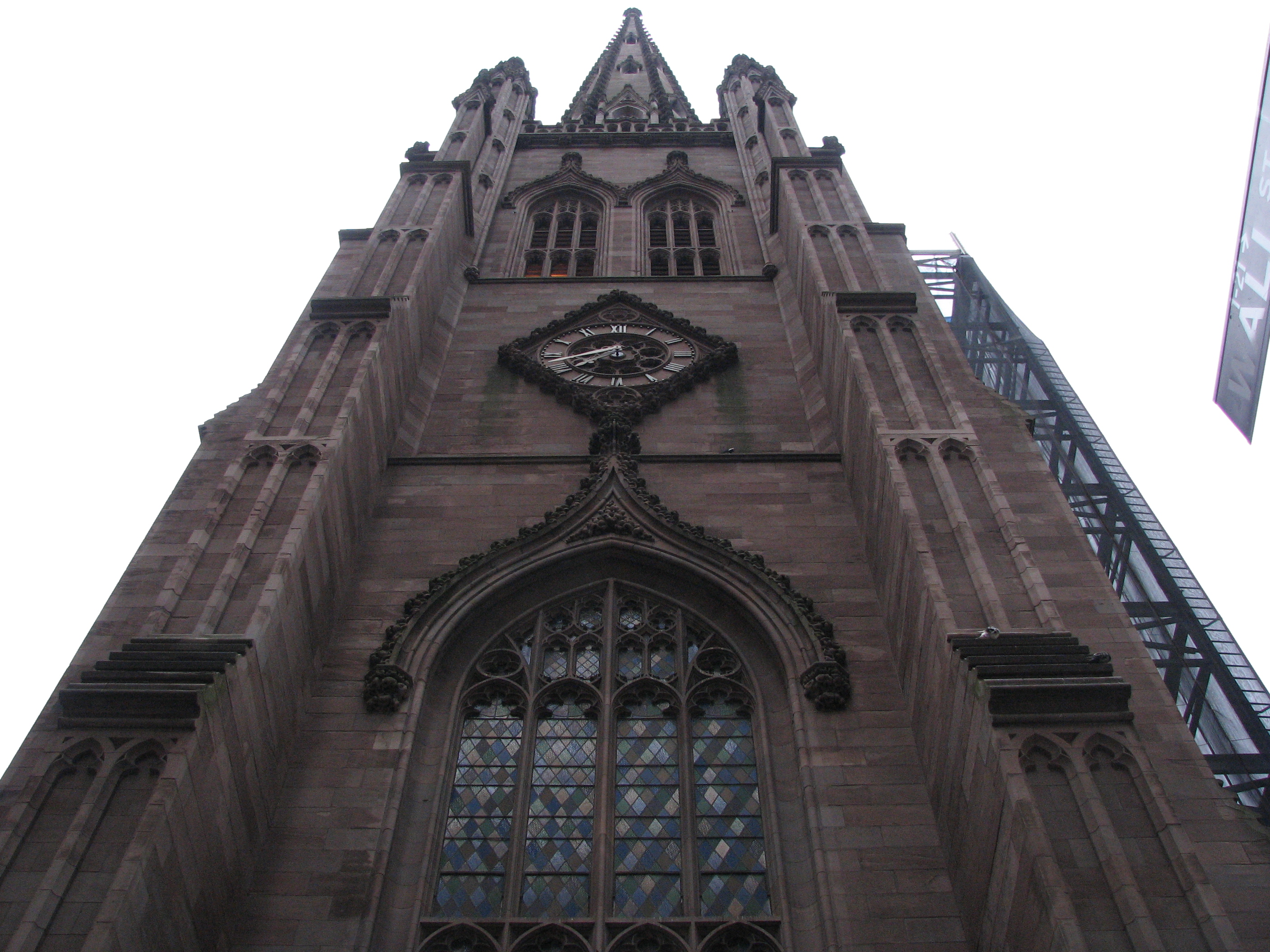
トリニティ教会のファサード

第二代トリニティ教会の建設は1788年に始まり、1790年に献堂された。その構造は1838年から1839年冬の大雪で弱められ損傷を受けた。1846年に完工したとき、その高さ281フィート (85.6 m) の尖塔と十字架はニューヨーク市で最も高い地点となり、1890年にニューヨーク・ワールドビルが完成するまで破られることがなかった。
1843年、ニューヨーク市域が急速に拡がり、教区民の必要性により良く対応するためにトリニティ教会の拡げられていた教区は分割された。新しく作られた教区はブロードウェイの10番通りから北をグレース教会とするものであり、当初の教区はトリニティ教会を今日ある姿に再建することとした。グレース教会とトリニティ教会のどちらも1846年に完成し、献堂された。

### トリニティ教会墓地

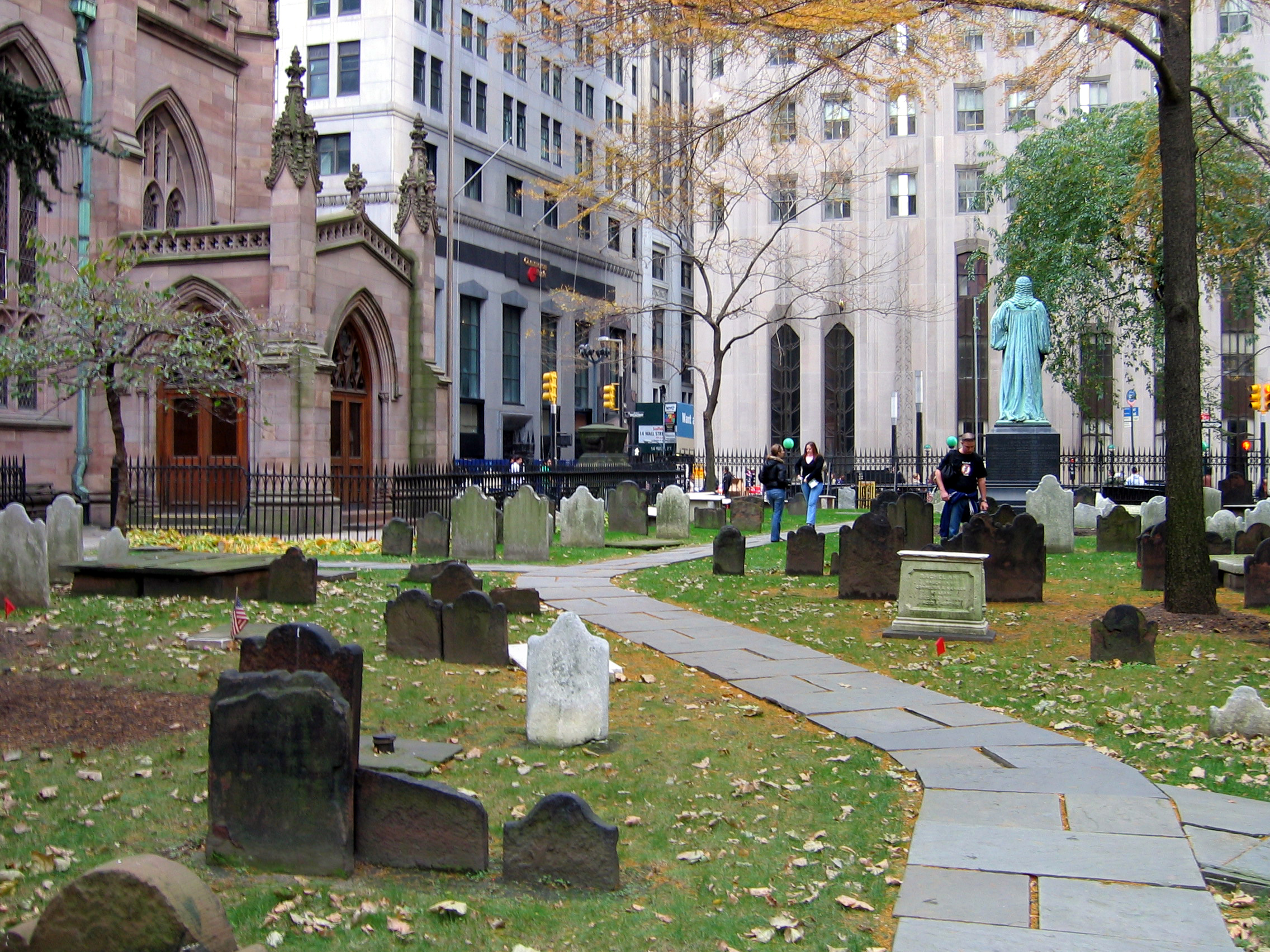
トリニティ教会墓地

トリニティ教会に近接して3カ所の墓地がある。最初の墓地、トリニティ・チャーチヤードはウォール街とブロードウェイ角であり、アレクサンダー・ハミルトン、ウィリアム・ブラッドフォード、ロバート・フルトン、ジェイムズ・ローレンス船長、およびアルバート・ギャラティンが埋葬されている。2つめの墓地、トリニティ・セメタリーと霊廟はリバーサイド・ドライブと155番通り角であり、元はジョン・ジェームズ・オーデュボンの資産だった。ここにはジョン・ジェイムズ・オーデュボン、アルフレッド・テニソン・ディケンズ、ジョン・ジェイコブ・アスター、およびクレメント・クラーク・ムーアが埋葬されている。ここはマンハッタン区で唯一残っている墓地である。3つめの墓地はセントポール礼拝堂の教会墓地である。

### 鐘
トリニティ教会の塔には現在23個の鐘が付けられており、そのうち最も重いものは2,700ポンド (1,200 kg) ある。
8個の鐘は当初の塔のために鋳られたものであり、イギリス風転調鳴鐘法で鳴るように吊られているが、新しい塔ではこの方法で鳴らされてはいないようである。のちに3個の鐘が追加された。1946年、揺動鳴鐘を採用し、電気モーターで鳴らされるようになった。
2001年に調鳴鐘法の鐘12個を新しく追加する計画が始まったが、この教会に大変近かった同時多発テロ事件の後は中断されていた。この計画はディル・フォークス教育信託の資金で2006年に結実することになった。これらの鐘はアメリカ合衆国の1つの教会に設置されるものとして史上初の12の鐘となっている。この作業はイギリスのラフバラーにあるテイラーズ・エアー・アンド・スミスによって遂行されることになった。これらの鐘は2006年9月に設置され、現在は鳴らすことができる。このとき鐘のつきかたとチューニングのために鐘を過剰にならしたことで、地域住民の悩みの種となった。住居や窓が鐘楼まで100フィート (30 m) 足らずの場所に住む住民もいたのである。鐘の鳴鐘を止めてくれるよう請願が始まり、ローワー・マンハッタンが住居地域に変化している性格を反映していた。
個々の鐘の特性については、ダブのガイド で見ることができる。

### ドア
トリニティ教会にはリチャード・モリス・ハントが着想した印象的な青銅製ドアが3組ある。1893年に、カール・ビッター（東）、J・マッシー・リンド（南）およびチャールズ・ヘンリー・ニーハウス（北）が制作した。これらのドアはジョン・ジェイコブ・アスター3世を記念して初代アスター子爵ウィリアム・ウォルドーフ・アスターが寄贈したものである。北と東のドアは教会の歴史すなわち聖書から6枚のパネルで構成され、南のドアはその6枚のパネルにニューヨーク市の歴史が描かれている。

## 礼拝

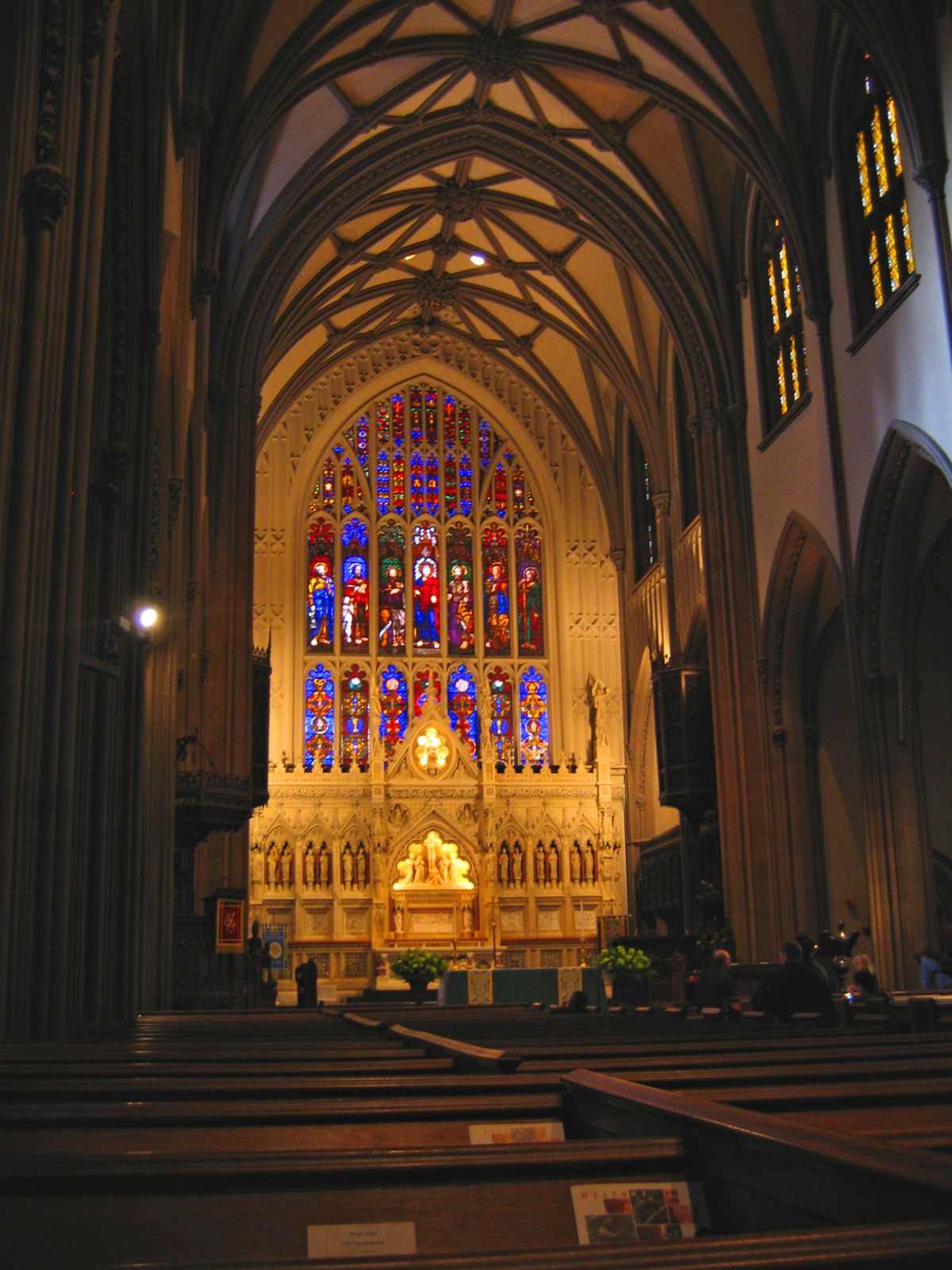
トリニティ教会内部

トリニティ教会は週間を通じて全日制で祈祷とユーカリストのサービスを提供しており、また結婚式や洗礼のような特別な機会にも対応できる。昔からの毎日ある礼拝に加えて、キリスト教徒の交流や地域社会、市、国および世界への奉仕活動を行っている。
トリニティ教会はまた大変豊富な音楽プログラムを持っている。1969年から開催されているコンサート・アット・ワンでは、プロによるクラシックや現代風の音楽の生演奏をウォール街界隈に届けている。さらにニューヨーク市のFMラジオ番組に登場するトリニティ聖歌隊など幾つかの合唱組織も持っている。
この教会には教会の歴史に付いての展示や変化する芸術、宗教や文化の展示をする博物館もある。毎日午後2時にガイドツアーが行われている。

## 資産の所有形態
トリニティ教会はニューヨーク市最大級の土地所有者である。しかし、最初の200年間の大半で、主に土地の当初の所有権を主張するオランダ人アンネケ・ジャンス・ボガーダスの子孫によって、土地の所有権が裁判所で争われた。

## その他
映画『ナショナルトレジャー』では、フリーメイソンの莫大な宝物が地下に眠っていた。